# Het hoofd van Samos
Het hoofd van Samos is het 153ste stripverhaal van Jommeke. De reeks werd getekend door striptekenaar Jef Nys.

## Verhaal
Wanneer Jommeke aan de haven is, helpt hij een dronken zeeman. Als beloning krijgt Jommeke een papiertje uit een agenda. Op het papiertje staat iets over het hoofd van Samos. Na een tijdje hoort hij een radiobericht over het hoofd van Samos. Het hoofd blijkt verdwenen te zijn. Zou er een verband zijn met het hoofd van Samos en de dronken zeeman?
Jommeke keert samen met Flip terug naar de haven. Maar ze worden ontdekt, en opgesloten in een kajuit. Flip kan ontsnappen en gaat Filiberke halen. Intussen verstopt de zeeman een stenen hoofd ergens in de haven. Filiberke ontdekt het stenen hoofd, en verwisselt het hoofd voor een vals. Later verkoopt de zeeman het valse stenen hoofd aan twee mannen. Deze ontdekken dat ze bedrogen zijn met een vals stenen hoofd. Ondertussen is Jommeke bevrijd. Doch, de zeeman kan het echte stenen hoofd toevallig weer bemachtigen. Op hun beurt kunnen Jommeke en Filiberke het stenen hoofd terug bemachtigen. De strijd naar het stenen hoofd barst los. Na een achtervolging kunnen de zeeman en de twee mannen opgepakt worden door de politie.
Tot slot worden Jommeke, Flip en Filiberke uitgenodigd tijdens de tentoonstelling van het hoofd van Samos. Iedereen keert tevreden huiswaarts.